# ゴーストライター (アルバム)
『ゴーストライター』は、柴田淳の7枚目のスタジオ・アルバム。2009年11月4日にビクターエンタテインメントから発売。

## 解説
前作『親愛なる君へ』から1年5ヶ月振りのアルバムで、先行シングルとして発表した「Love Letter」を含む全10曲を収録。タワーレコード、HMV、TSUTAYA、新星堂、山野楽器およびその他特定の店舗限定において、購入者を対象にオリジナル待受画像がダウンロードできるQRコード記載の特典カードが特典として先着で配布された。

## 背景
本作は、2009年2月から10月まで、8ヶ月間もの長期に渡る制作期間で作り上げられた。本作のブックレットや各種インタビューにおいては、本作の制作時期にスランプを味わっており、「引退も考えた」と語るなど、自身の歌手としての存在意義に苦しみながら制作したことを明かしている。9月12日付の自身の日記で「なんか2009年をかけて、一枚を作った気分です。このアルバムの中で、本当にいろんな事がありました。ドラマチックだったかも」と記している。
本作のタイトルである『ゴーストライター』とは、この時期の自身の精神状態が、本人曰く「半分幽霊のような感覚」で制作を行っていたことに由来する。
オリコンチャートでは最高位9位を記録。前々作『月夜の雨』、前作『親愛なる君へ』に続き、3作連続での9位記録となった。

## 収録曲
| 全作詞・作曲: 柴田淳。 |                          |           |            |          |      |
| #                      | タイトル                 | 作詞      | 作曲・編曲 | 編曲     | 時間 |
| 1.                     | 「救世主」               | 柴田淳    | 柴田淳     | 松浦晃久 | 3:51 |
| 2.                     | 「透明光速で会いに行く」 | 柴田淳    | 柴田淳     | 澤近泰輔 | 5:44 |
| 3.                     | 「Love Letter」          | 柴田淳    | 柴田淳     | 松浦晃久 | 7:44 |
| 4.                     | 「うちうのほうそく」     | 柴田淳    | 柴田淳     | 塩谷哲   | 6:11 |
| 5.                     | 「蝶」                   | 柴田淳    | 柴田淳     | 澤近泰輔 | 5:11 |
| 6.                     | 「雫 〜instrumental〜」  | 柴田淳    | 柴田淳     | 柴田淳   | 0:55 |
| 7.                     | 「雨」                   | 柴田淳    | 柴田淳     | 松浦晃久 | 6:25 |
| 8.                     | 「宿り木」               | 柴田淳    | 柴田淳     | 澤近泰輔 | 4:53 |
| 9.                     | 「君にしかわからない歌」 | 柴田淳    | 柴田淳     | 松浦晃久 | 5:41 |
| 10.                    | 「幸福な人生」           | 柴田淳    | 柴田淳     | 古川初穂 | 6:44 |
| 合計時間:              | 合計時間:                | 合計時間: | 53:19      |          |      |

### 楽曲解説
1. 救世主
2. 透明光速で会いに行く
3. Love Letter
本作の先行シングルとして発表された。
本作収録にあたり、シングルとは別テイクのアルバムミックスで収録。
4. うちうのほうそく
ピアニストの塩谷哲とのコラボレーション楽曲。
柴田は曲中で、ボーカル以外にもトイピアノの演奏でも参加している。
5. 蝶
6. 雫 〜instrumental〜
アルバム恒例のピアノソロ曲。
柴田は同曲で初めて打ち込みを使用して演奏している。
7. 雨
8. 宿り木
9. 君にしかわからない歌
10. 幸福な人生